# 莉泽洛特·桑切斯
莉泽洛特·桑切斯（西班牙語：Licelott Sánchez，1995年11月29日—），多明尼加女子羽毛球運動員。

## 簡歷
2015年6月，莉泽洛特·桑切斯出戰聖多明哥羽毛球公開賽，與内罗比·阿比盖尔·希门尼斯合作拿得女子雙打亞軍。

## 主要比賽成績
只列出曾進入準決賽的國際賽事成績：
| 年份   | 賽事                         | 公開賽級別 | 項目     | 拍檔                     | 成績   |
| ------ | ---------------------------- | ---------- | -------- | ------------------------ | ------ |
| 2011年 | 聖多明哥羽毛球公開賽         | 國際系列賽 | 混合雙打 | 阿爾貝托·拉波索          | 準決賽 |
| 2014年 | 聖多明哥羽毛球公開賽         | 國際系列賽 | 混合雙打 | 阿尔贝托·拉波索          | 準決賽 |
| 2015年 | 聖多明哥羽毛球公開賽         | 國際系列賽 | 女子雙打 | 内罗比·阿比盖尔·希门尼斯 | 亞軍   |
| 2015年 | 加勒比地區羽毛球聯合會國際賽 | 未來系列賽 | 女子單打 | －                       | 準決賽 |
| 2015年 | 加勒比地區羽毛球聯合會國際賽 | 未來系列賽 | 女子雙打 | 戴杰尼斯·萨图里亚        | 冠軍   |
| 2015年 | 加勒比地區羽毛球聯合會國際賽 | 未來系列賽 | 混合雙打 | 威廉·卡布雷拉            | 準決賽 |
| 2016年 | 聖多明哥羽毛球公開賽         | 國際系列賽 | 混合雙打 | 威廉·卡布雷拉            | 冠軍   |
| 2017年 | 加勒比地區羽毛球聯合會公開賽 | 國際系列賽 | 女子雙打 | 内罗比·阿比盖尔·希门尼斯 | 亞軍   |
| 2017年 | 加勒比地區羽毛球聯合會公開賽 | 國際系列賽 | 混合雙打 | 威廉·卡布雷拉            | 準決賽 |
| 2017年 | 危地馬拉羽毛球國際系列賽     | 國際系列賽 | 女子雙打 | 内罗比·阿比盖尔·希门尼斯 | 準決賽 |
| 2017年 | 聖多明哥羽毛球公開賽         | 國際系列賽 | 女子雙打 | 内罗比·阿比盖尔·希门尼斯 | 冠軍   |

| 2007-2017年 | 首要超級賽 | 超級賽 | 黃金大獎賽 | 大獎賽 | 國際挑戰賽 | 國際系列賽 | 未來系列賽 | 其他 |

| 2018-2026年 | 總決賽 | 超級1000賽 | 超級750賽 | 超級500賽 | 超級300賽 | 超級100賽 | 國際挑戰賽 | 國際系列賽 | 未來系列賽 | 其他 |